# 佐々木広人
佐々木 広人（ささき ひろと、1971年 - ）は、日本のジャーナリスト、編集者。アサヒカメラ元編集長。「終活」の生みの親としても知られる。

## 人物・経歴
秋田県秋田市出身。秋田市立外旭川中学校、秋田県立秋田高等学校、一橋大学社会学部卒業後、リクルート入社。大学ではバンドサークルに所属。メディア論専攻。
リクルートではエイビーロード編集部で海外のホテル、グルメなどの取材に従事。1999年朝日新聞社入社。2012年まで週刊朝日編集部に記者や編集者として勤務、2007年から3年間副編集長を務めたが、短い睡眠時間が続き体調不良により自宅療養となる。
復帰後、週刊朝日公式サイト（現AERA dot.）の立ち上げや、公式twitter開設、Ustreamでの週刊朝日UST劇場放送などにあたった。朝日新聞出版販売部宣伝課を経て、2013年からアサヒカメラ副編集長。2014年から同誌編集長。日本広告写真家協会APAアワード審査委員、住友不動産販売フォトコンテスト審査員、田淵行男賞選考委員、ニッコールフォトコンテスト審査員等を歴任。写真の肖像権や著作権の啓蒙活動も行う。
2019年4月には朝日新聞出版の雑誌本部長に就任。週刊朝日やAERAなどの発行人のほか、AERA dot.の責任者を務める。2020年4月～21年3月にはAERA dot.編集長を兼務し、2021年7月に退社。
2021年8月からデジタルマーケティング会社のキュービック（CUEBiC）に勤務。編集部門であるエディトリアルデスクのゼネラルマネジャーのほか、編集制作会社のアーク・コミュニケーションズの非常勤取締役を務める。2024年3月、キュービックを退社。
2020年から専修大学文学部で視覚表現論の講師も務め、個人としても取材・執筆・編集のほか、肖像権や著作権・コンテンツ制作に関する講演活動を続けている。
また、「終活の生みの親」としても知られ、週刊朝日編集部時代に特集で終活という言葉を提案。その後紙面や黒柳徹子、金子哲雄などが同語を使用して徐々に広まり、2012年にはユーキャン新語・流行語大賞ベスト10となった。